# Moonlander

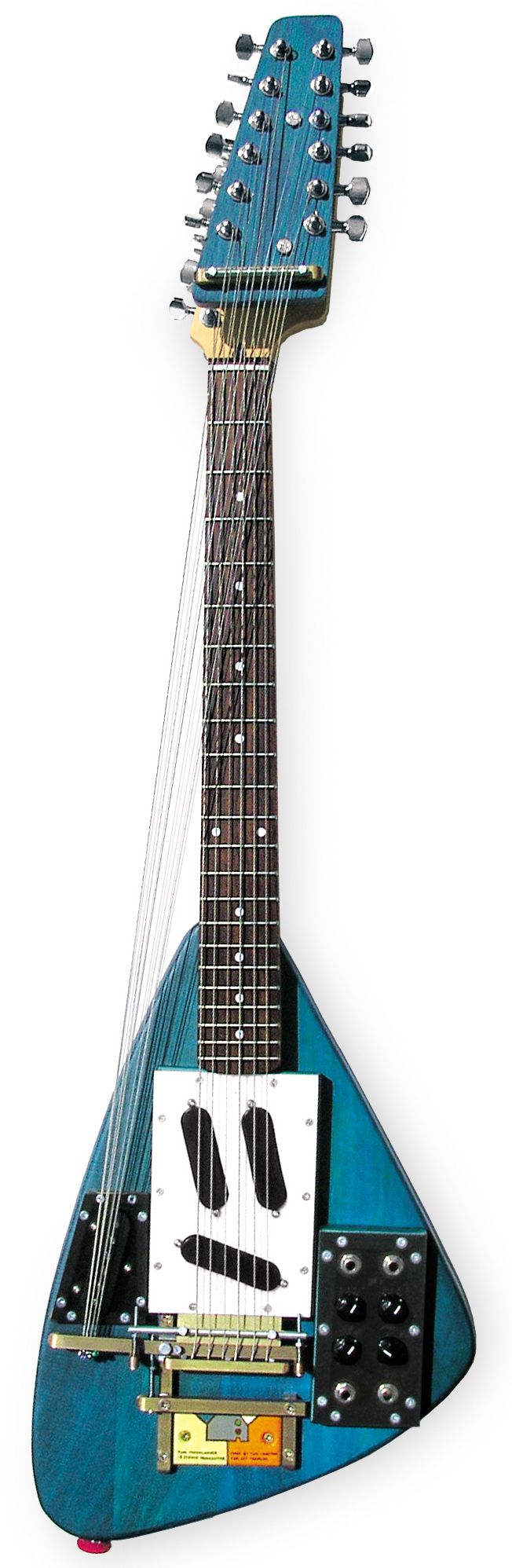
La Moonlander, una guitarra eléctrica con 12 cuerdas adicionales, Yuri Landman, 2007.

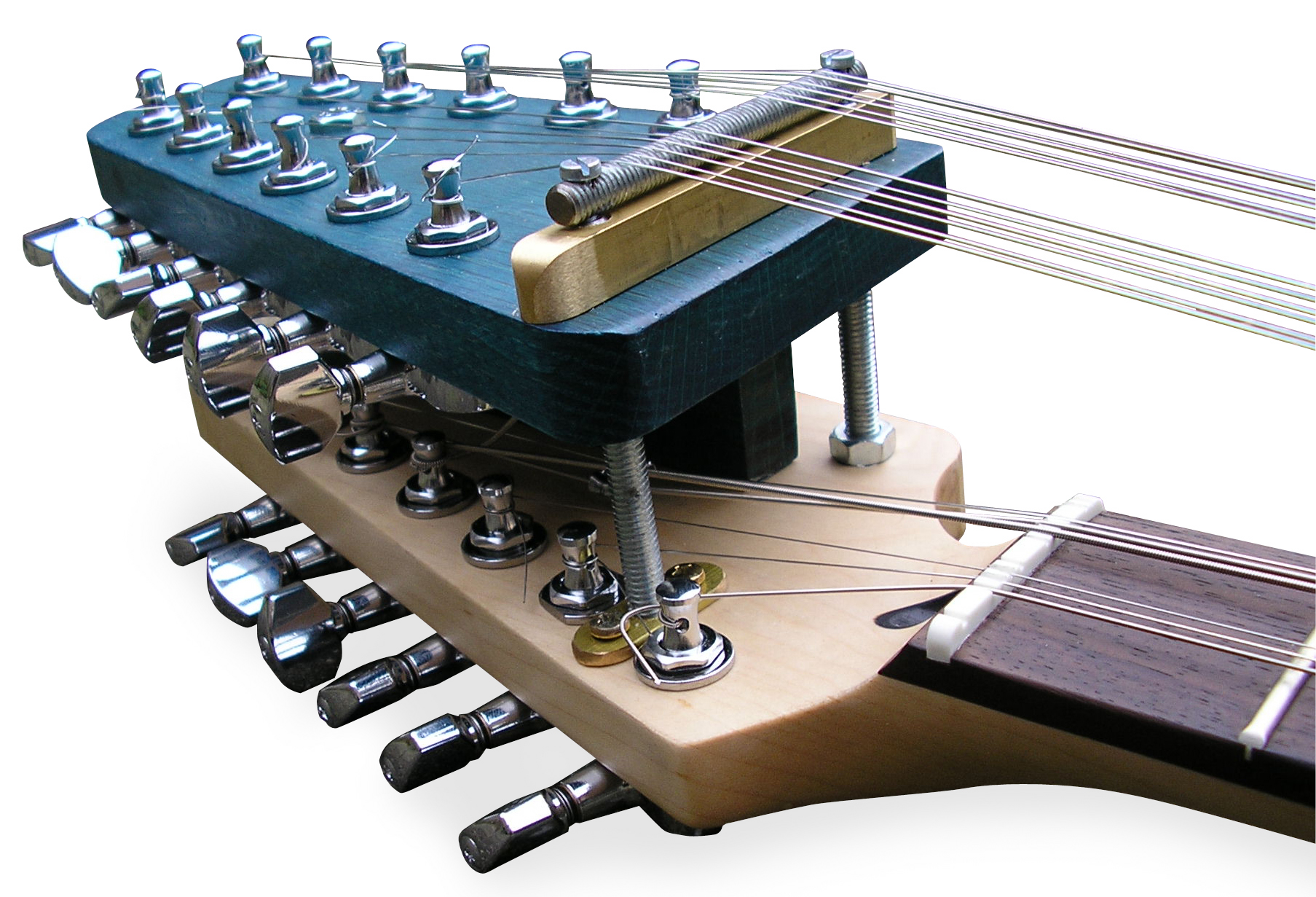
12 + 6 cuerdas.

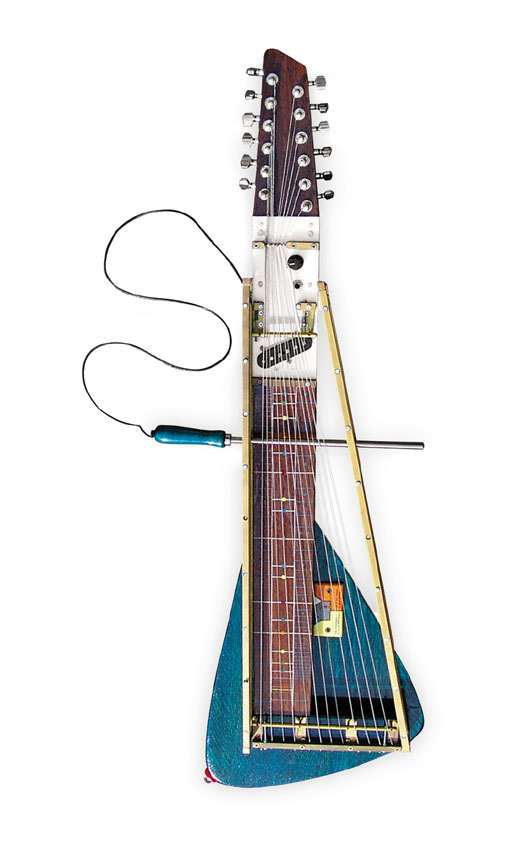
La Moodswinger, de Liars.

La Moonlander es una guitarra eléctrica con 6 cuerdas que se tocan pulsándolas y otras 12 cuerdas que vibran por medio de resonancia armónica. El creador de este instrumento es Yuri Landman.
En noviembre del 2007, Yuri Landman contactó con la banda estadounidense Sonic Youth, con quienes acordó fabricarles el instrumento. Al cabo de dos meses fabricó dos copias de la Moonlander, una para el guitarrista Lee Ranaldo y otra para él mismo.